# Amélie Beaury-Saurel
Amélie Elise Anna Beaury-Saurel (Barcelona, 19 de desembre de 1848 - París, 30 de maig de 1924) fou una pintora catalana de pares francesos.

## Biografia
Els seus pares, Camille Georges Beaury i Irma Catalina Saurel (1821-1907), ambdós d'origen francès, vivien a Barcelona des del 1845, on van fundar l'empresa de catifes i tapisssos Saurel, Beaury i Cia (vegeu casa-fàbrica Carafí). Va ser alumna de Jules Joseph Lefebvre, Tony Robert-Fleury i Jean-Paul Laurens a l'Académie Julian. Es va fer ràpidament una retratista famosa pel seu talent, i va rebre el suport del pintor Léon Bonnat. Es va casar amb Rodolphe Julian el 1895 i es va ocupar del taller de dones. En les seves publicacions, Marie Bashkirtseff (també alumna de Julian) parla amb cert recel de "l'espagnole" (l'espanyola).
Va debutar en el Saló de París de 1873 i hi va exposar pràcticament de manera ininterrompuda com a mínim fins al 1914. En els catàlegs del certamen constaven com a mestres, a més dels noms esmentats, Marie Pauline Adrienne Coëffier, Madame Louise Thoret, Pierre Auguste Cot, Félix-Henri Giacomotti, William Bouguereau, Gustave Boulanger i Benjamin-Constant. Hom va considerar Amélie un dels principals artistes a partir del Salon de 1880. Va ser tercera medalla del Salon el 1885 i medalla de bronze en l'Exposició Universal de París 1889 i va participar en l'edició de 1890. Igualment, va obtenir el Diploma d'Honor de l'Exposició de Chicago del 1883.
Va participar de l'Exposició Universal de Barcelona del 1888, en dues edicions de les Exposicions Generals de Belles Arts que es van fer a finals del segle xix al Palau de Belles Arts de Barcelona i a l'Exposición de retratos antiguos y modernos de l'any 1910, també a Barcelona. En la primera Exposició General de Belles Arts del 1891 va presentar dues obres de gran format, l'oli Portrait de ma mére i el dibuix Portrait de Mlle. Barety, de "L'Odéon", i va obtenir la medalla d'or. En la segona, de l'any 1894, va presentar quatre quadres a l'oli (Le travail, Retrat de Mme. C. Cahen, Retrat de Mlle. C. G. i Retrat de Mme. S.) i dos dibuixos al carbó (Le maître d'armes i Retrat de Mme. A. J.). En l'exposició de retrats de 1910 va mostrar un retrat del lluitador Marseille.
Amélie Beaury-Saurel va satisfer la major part de les necessitats econòmiques de la seva germana i la seva mare. Després de la mort de Julian, va adquirir i habilitat en La Palú el "Château Julian" en memòria del seu marit, nascut en aquella localitat de la Provença.
La seva germana Irmeta va ser també pintora. Com Amélie, Irma (anomenada habitualment en el diminutiu Irmeta) va néixer a Barcelona.

## Llista d'obres
- Christ en croix (Crist en creu) a l'església Saint-Etienne, Issy-les-Moulineaux (1873).
- Portrait d'une femme noire (Retrat d'una dona negra) (1884).
- Le travail de M. Frey, Maître d'armes (El treball de M. Frey, mestre armer) premi d'honor de l'exposició Blanc i Negre de 1891.
- Une jeune Doctoresse (Una jove doctora) (1892), dibuix a ploma, Biblioteca Nacional de España.[11]
- Portrait de Séverine (Retrat de Séverine) (1893).
- Dans le bleu (En el blau) (1894), Museu dels Agustins de Tolosa.[12]
- Joven pintora (c. 1900), Biblioteca Nacional de España.[11]
- Le repos du modèle (El descans del model), Musée d'Amiens.
- Portrait de Mme G. C... (Retrat de Mme G. C...), exposat al Salon dels Artistes Francesos de 1913.
- Jean-Paul Laurens (1838-1921) peintre" (Jean-Paul Laurens, pintor) (1919).
- Portrait de Gilbert Dupuis (Retrat de Gilbert Dupuis) (1922).
- Portrait de Léonce Bénédite (1859-1925) conservateur du musée du Luxembourg (Retrat de Léonce Bénédite, conservador del museu de Luxemburg) (1923), es troba al Musée d'Orsay.
- Portrait d'Alexis Ballot-Beaupré (1836-1917) (Retrat d'Alexis Ballor-Beaupré), primer president de la Cort de Cassació de 1900 a 1911.[13]

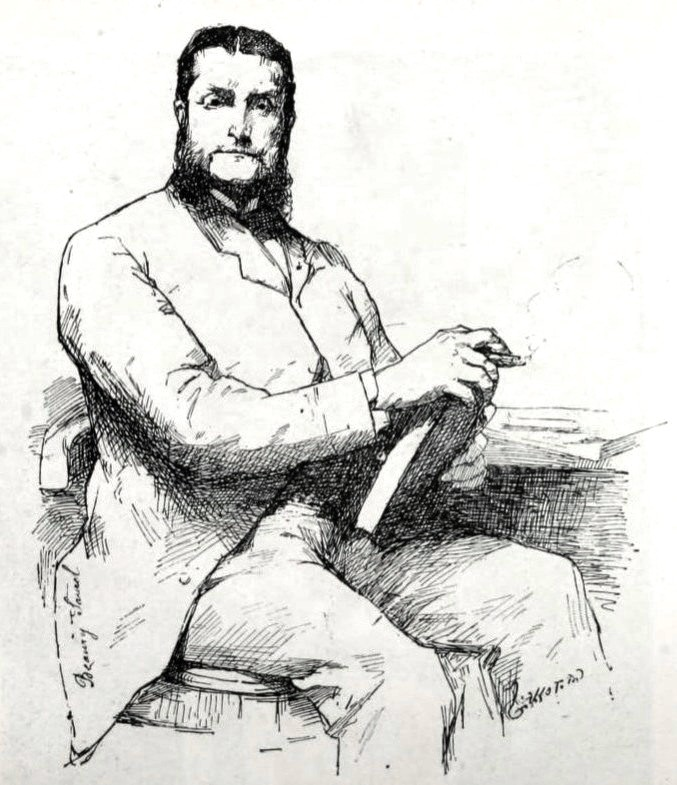
Portrait de M. Félix Voisin, 1888. Salon de 1888 - Catalogue illustré.
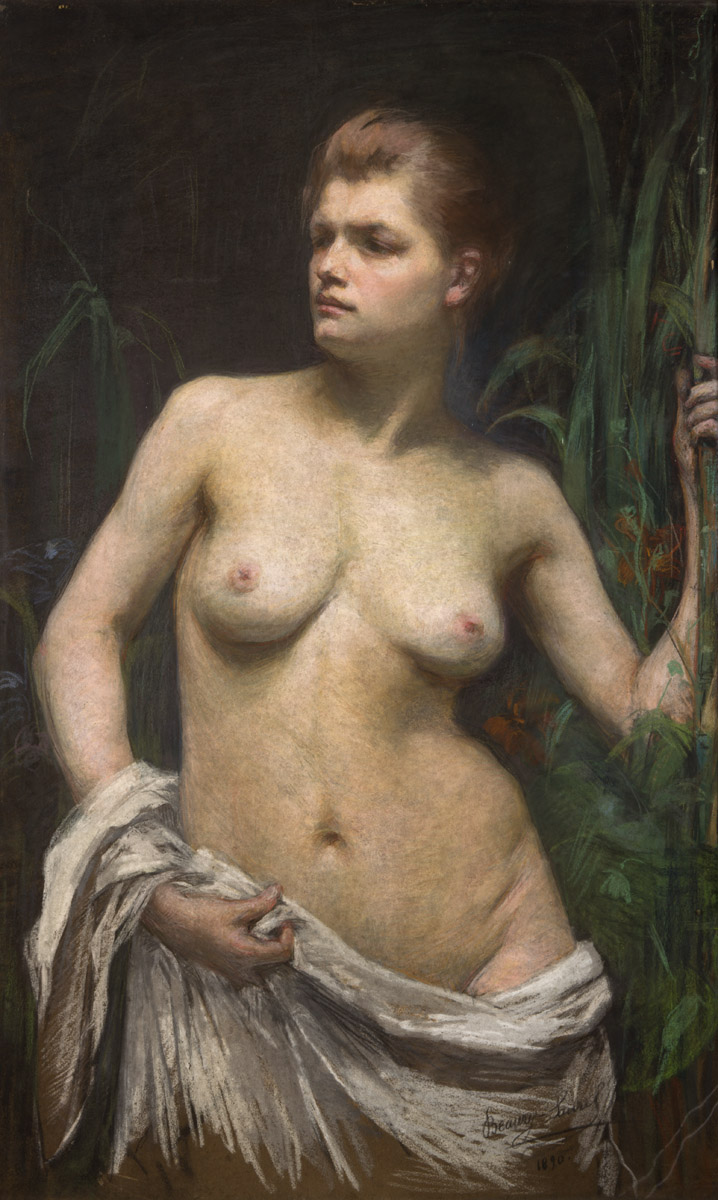
Académie, 1890. Museu dels Agustins de Tolosa.
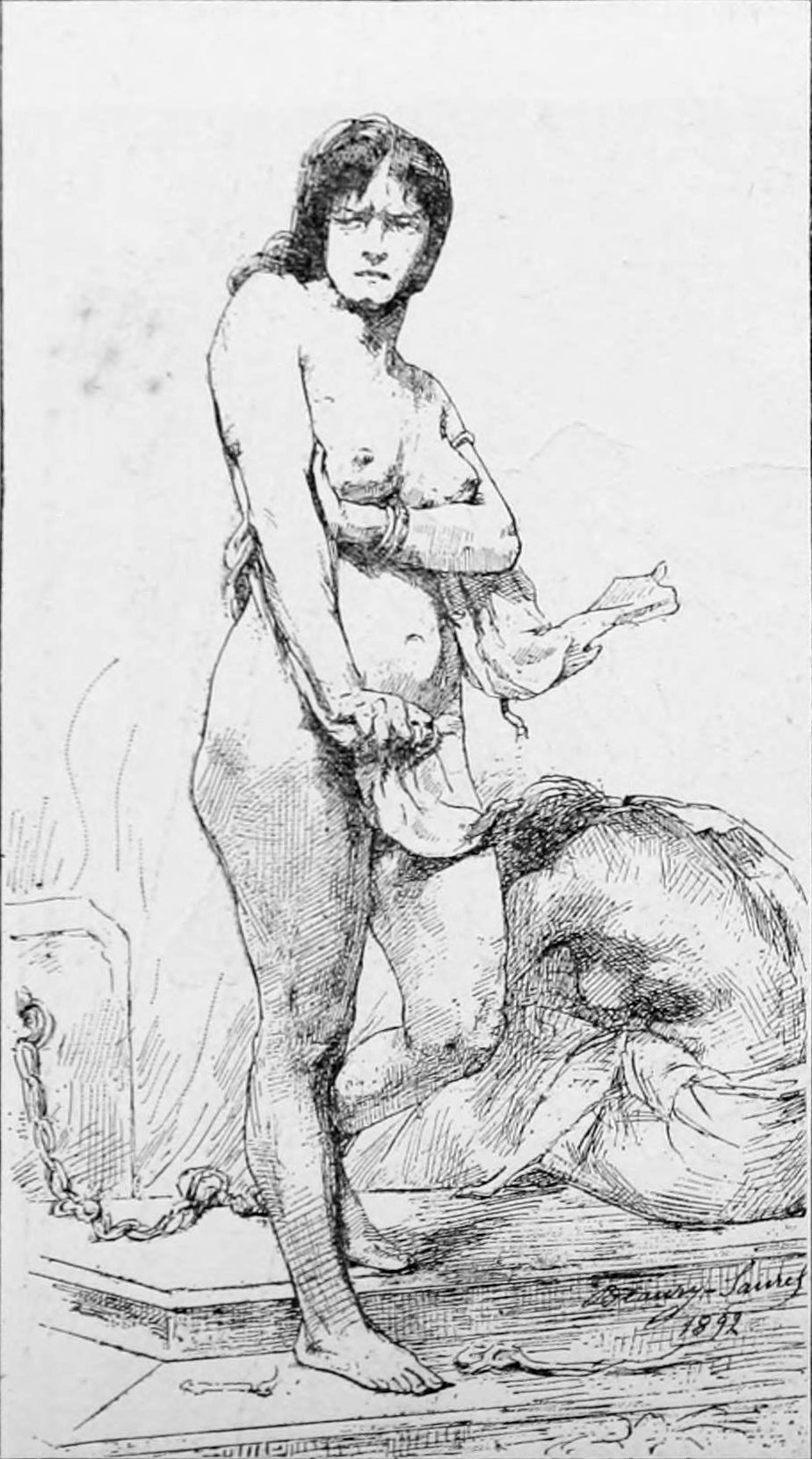
Deux vaincues, 1892. Saló de París de 1892.
Autoretrat, 1893. Museu del Carnavalet, París.
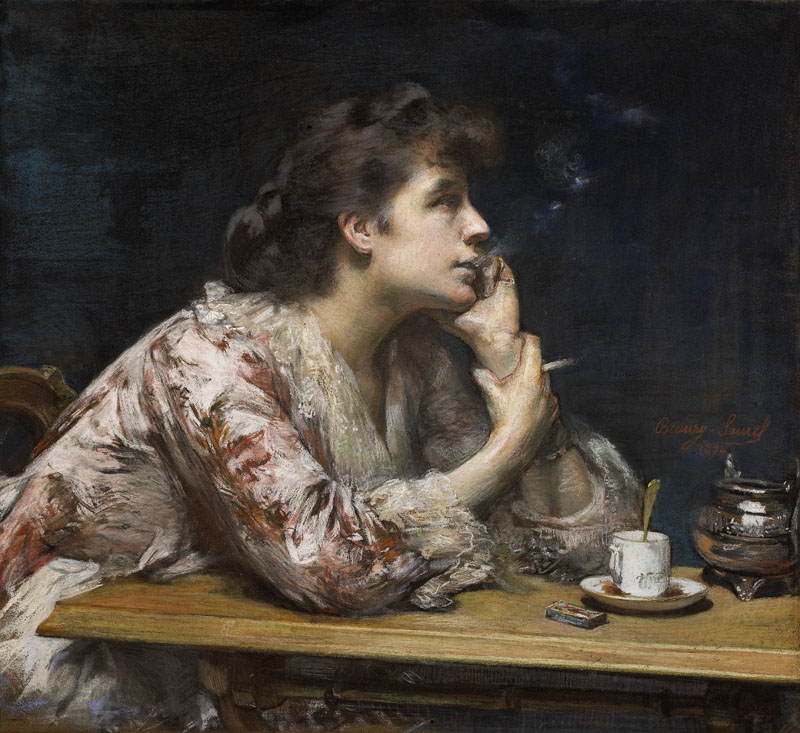
Dans le bleu, 1894. Museu dels Agustins de Tolosa.
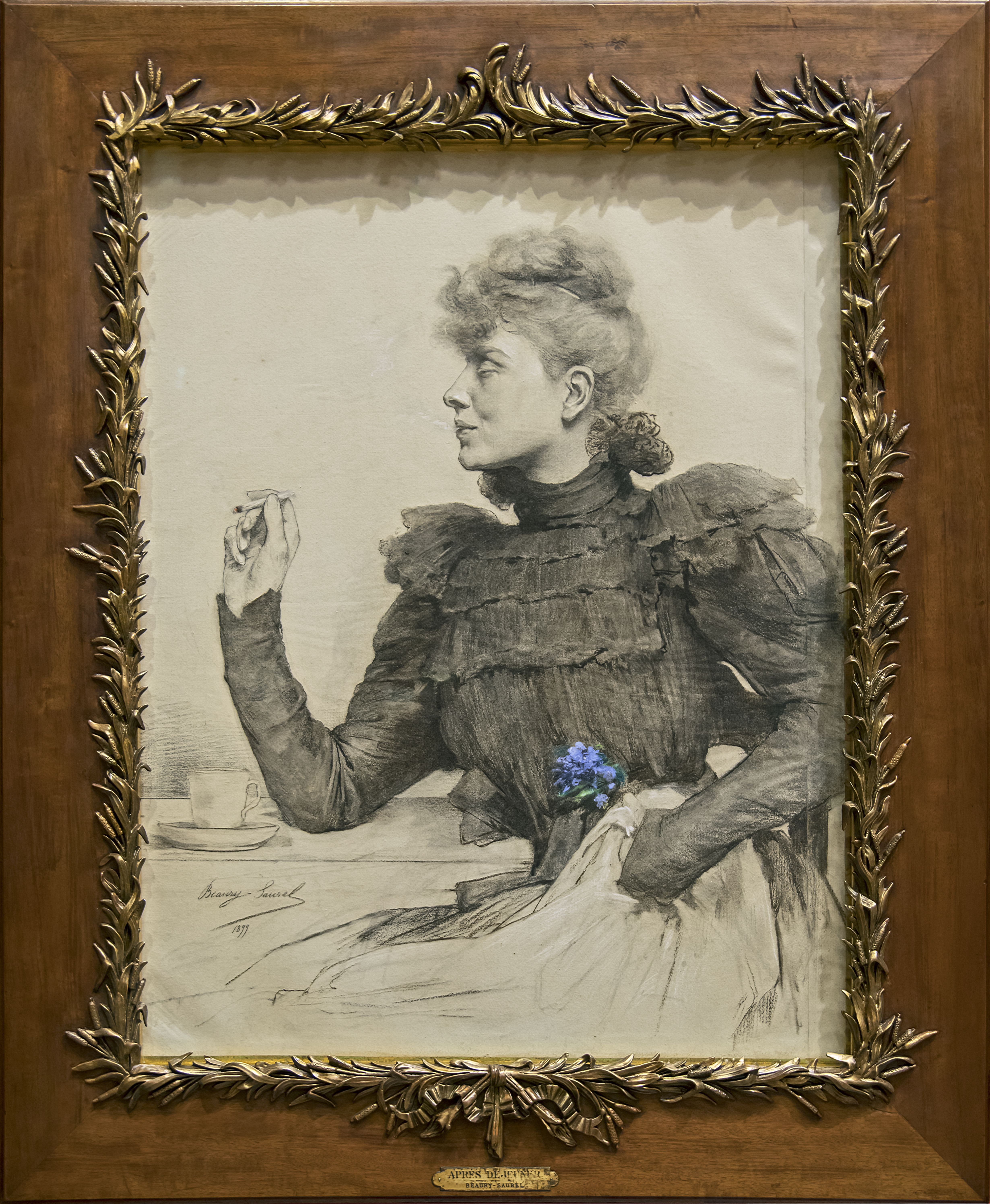
Après déjeuner, 1899. Museu dels Agustins de Tolosa.
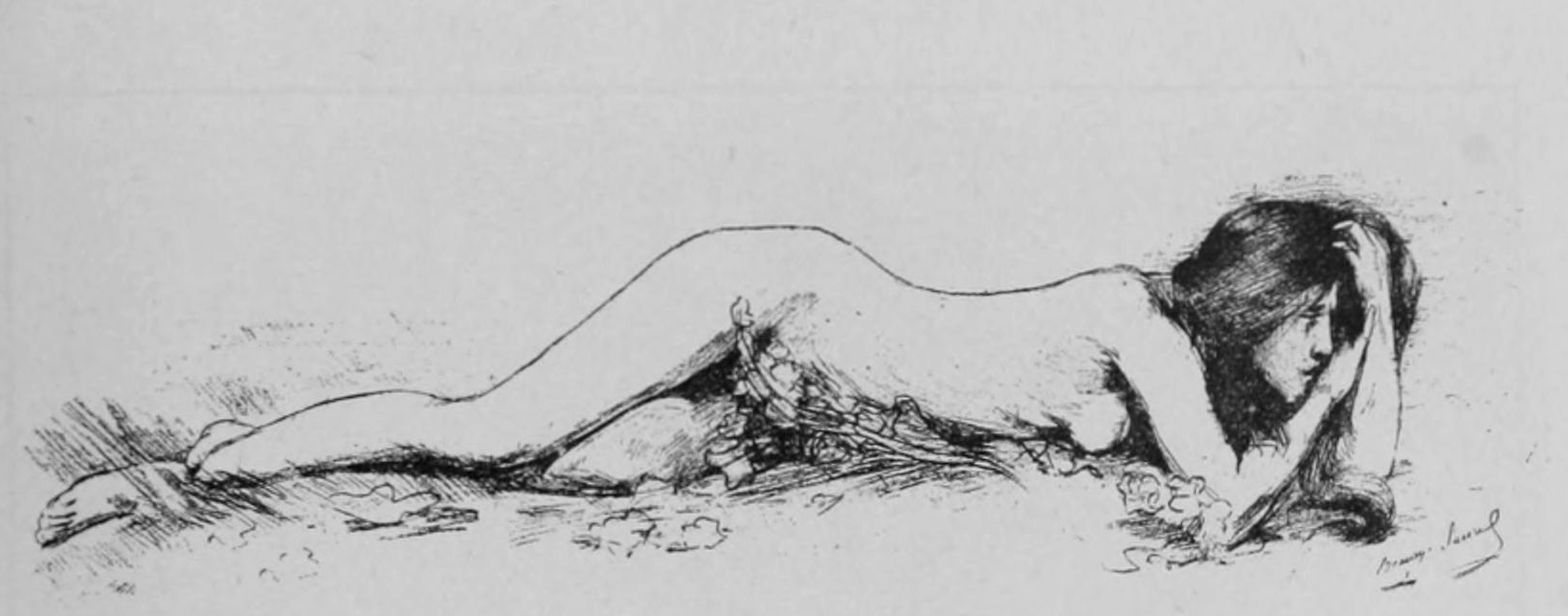
Eve, 1901. Catalogue illustré du Salon de 1901.
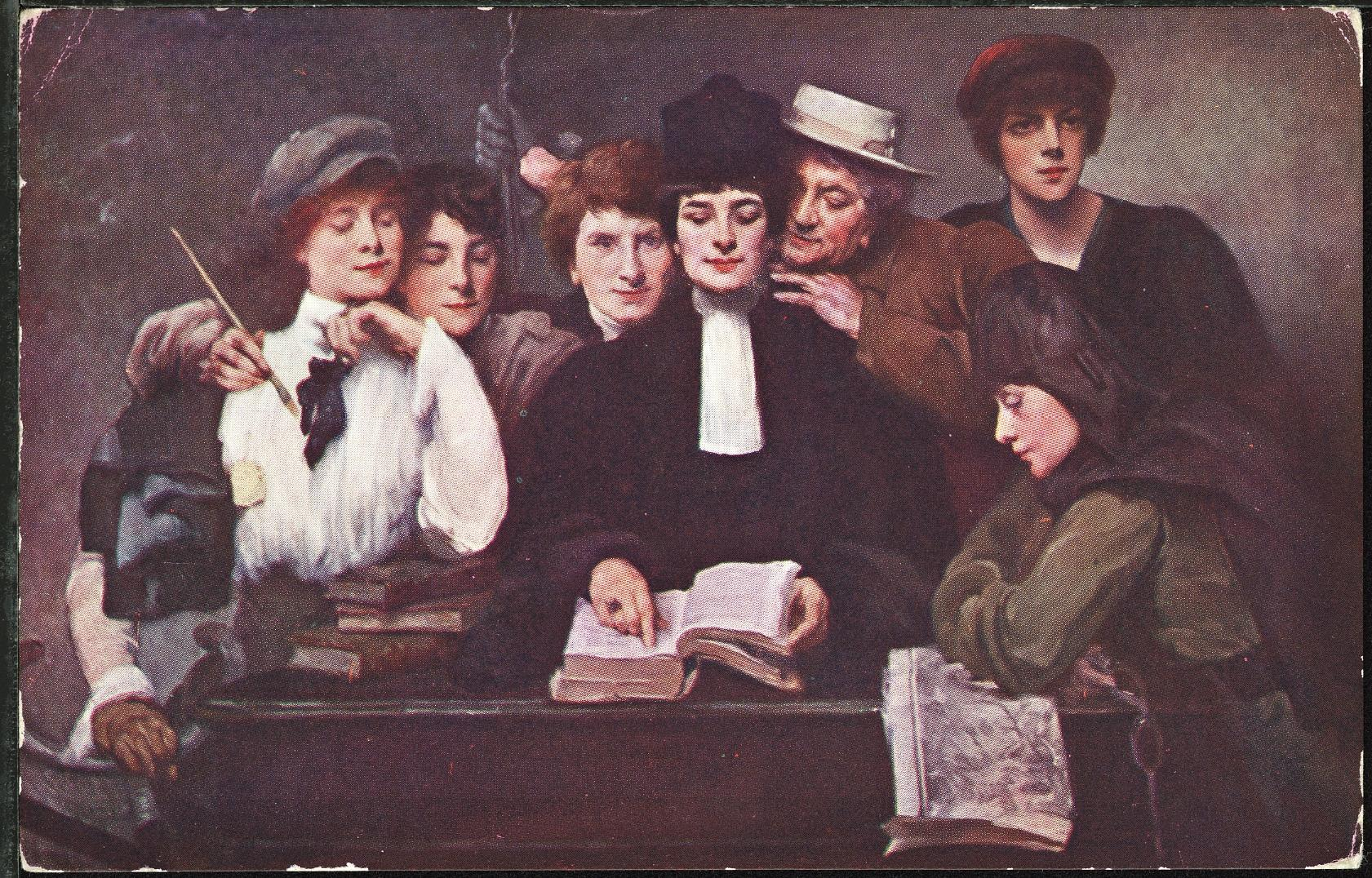
Nos eclaireuses (postal), 1914. Bibliothèque Marguerite Durand.
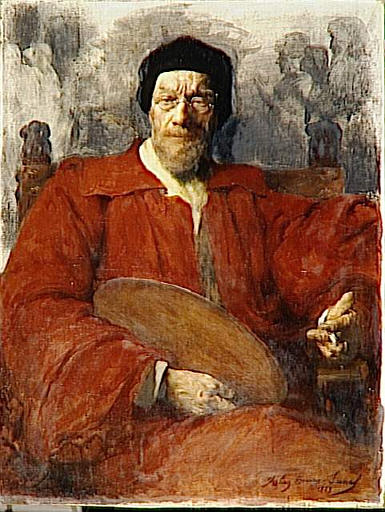
Retrat de Jean Paul Laurens, 1919. Musée d'Orsay.
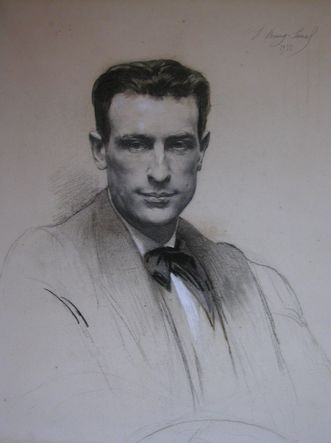
Retrat de Gilbert Dupuis, 1922.
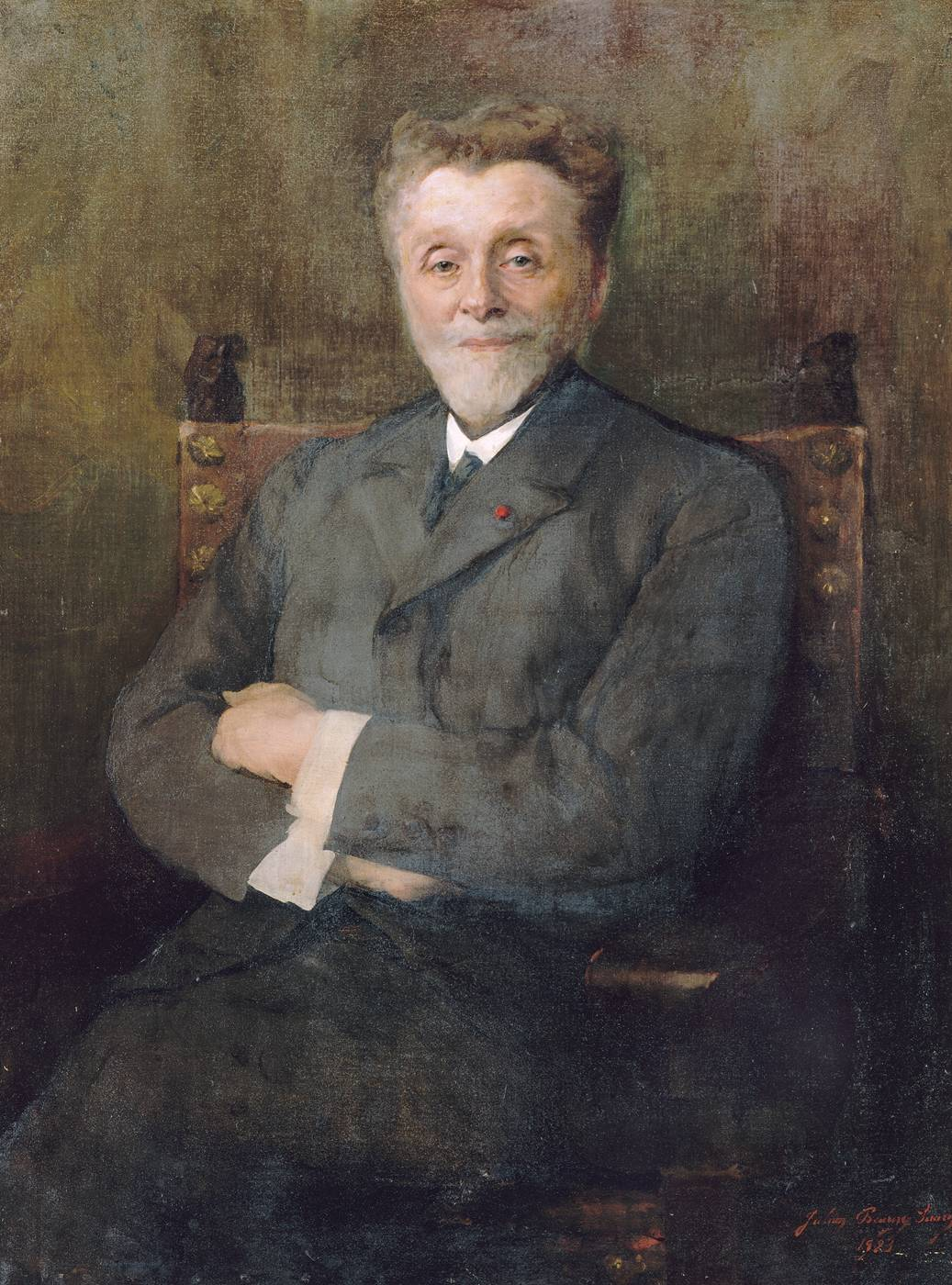
Retrat de Léonce Bénédite, 1923. Musée d'Orsay.

## Exposicions

### Saló de París[14]
- 1873. Saló de París. Obra: Portrait de M. P. R. (pintura, cat. 73).
- 1876. Saló de París. Obra: L'amour à vingt ans, d'après Kaulbach (guaix, cat. 2140).
- 1877. Saló de París. Obra: Le char de l'Amour, d'après Lehman (guaix, cat. 2271).
- 1878. Saló de París. Obra: La Chasse, la Pêche, les Fruits, les Fleurs (guaix i aquarel·la, cat. 2409).
- 1879. Saló de París. Obres: Portrait de M. F. Delpire i Le bandit repentant (pintures, cat. 186-187).
- 1880. Saló de París. Obra: Portrait de M. Léon Say (pintura, cat. 205).
- 1883. Saló de París. Obres: Portrait de ma mère (pintura, cat. 269), Portrait de Mlle A. B. (pastel, cat. 2525) i Tête d'étude (pintura, cat. 2525bis).
- 1884. Saló de París. Obres: Portrait de Mme B. J. (pintura, cat. 147) i Portrait de la princesse T. J. (dibuix, cat. 2537).
- 1885. Saló de París. Obres: Portrait de Mlle M. S. (pintura, cat. 174) i Portrait de Mlle J. A. (sanguina, cat. 2533).
- 1885. Salon Illustré. Obra: Portrait (pintura, cat. 396).
- 1886. Saló de París. Obres: Portrait de la princesse G., en paysanne roumaine (pintura, cat. 147), Portrait de Mlle Jeanne G. (pintura, cat. 148), Portrait de Mlle Barety, de l'Odéon (carbonet, cat. 2539) i Portrait de Mlle J. T. (pastel, cat. 2540).
- 1886. Salon Illustré. Obres: Portrait de Mlle Jeanne G. (pintura, cat. 154) i Portrait de la princesse G., en paysanne roumaine (pintura, cat. 155).
- 1887. Saló de París. Obres: Portrait de l'auteur (pastel, cat. 2585) i Portrait de Mlle S. (pastel, cat. 2586).
- 1888. Saló de París. Obres: Portrait de M. Félix Voisin (pintura, cat. 162) i Portrait de Mme M. S. (pintura, cat. 163).
- 1888. Salon Illustré. Obres: Portrait de Mme Marie Laurent (pastel, cat. 2641) i Portrait de Mme C. (pastel, cat. 2642).
- 1889. Saló de París. Obres: Portrait de Mme S. Carnot (pintura, cat. 164), Portrait de Mme P. P. (carbonet, cat. 2831) i Portrait de Mlle M. R. (pastel, 2832).
- 1889. Salon Illustré. Obres: Portrait de Mme Sadi Carnot (pastel, cat. 152) i Portrait de Mme C. (pastel, cat. 2642).
- 1890. Saló de París. Obres: Portrait de Mme Caroline Cahen (pintura, cat. 132), Portrait de Mme B. S. (pintura, cat. 133) i Portrait de Mlle Tessandier, de la Comédie-Française (carbonet, cat. 2549-2550).
- 1890. Salon Illustré. Obres: Portrait de Mme Caroline Cahen (pintura, cat. 166) i Portrait de Mme C. (pastel, cat. 2642).
- 1891. Saló de París. Obres: Travail. (pintura, cat. 89), Portrait de M. Frais. (carbonet, cat. 1756) i Portrait de M. P. (carbonet, cat. 1757).
- 1891. Salon Illustré. Obra: Travail (pintura, cat. 156).
- 1892. Saló de París. Obres: Deux vaincues (pintura, cat. 97), Une doctoresse (pintura, cat. 98), Souvenir des toros (pastel, cat. 1742) i Portrait de Mme C. D. (carbonet, cat. 1743).
- 1892. Salon Illustré. Obra: Deux vaincues (pintura, cat. 226).
- 1893. Saló de París. Obres: Portrait de Mme Séverine (pintura, cat. 101), A la campagne (pintura, cat. 102), Ecrivain public - souvenir de Barcelone (pastel, cat. 1855) i Portrait de M. J. (carbonet, cat. 1856).
- 1893. Salon Illustré. Obra: Portrait de Mme Séverine (pintura, cat. 149).
- 1894. Saló de París. Obres: Portrait de l'auteur (pintura, cat. 117), Portrait de Mlle B. B. (pintura, cat. 118), Avril en Berry; - auprés de la ferme (pintura, cat. 119), Octobre; - le chemin vert (pintura, cat. 120), Dans le bleu (pastel, cat. 1926) i Portrait de Madame Henry Fouquier (pastel, cat. 11927).
- 1894. Salon Illustré. Obra: Portrait de l'auteur (pintura, cat. 156).
- 1896. Saló de París. Obres: Echec et mat (pintura, cat. 139), Portrait de Mme B. S. (pintura, cat. 140) i Modèle au repos (carbonet, cat. 2139).
- 1896. Salon Illustré. Obra: Echec et mat (pintura).
- 1897. Saló de París. Obres: La reine Juana (pintura, cat. 103), Portrait de la princesse Tenicheff (pastel, cat. 1820) i Le premier né (pastel, cat. 1821).
- 1897. Salon Illustré. Obra: La reine Juana (pintura, cat. 176).
- 1898. Saló de París. Obres: Marseille racontant ses luttes (pintura, cat. 126), Portrait de la comtesse d'A. (pintura, cat. 127), Troublée (pastel, cat. 2160) i Portrait de Mme H. (pastel, 2161).
- 1898. Salon Illustré. Obra: Marseille racontant ses luttes (pintura, cat. 219).
- 1899. Saló de París. Obres: Portrait de Mme Daniel Lesseur (pintura, cat. 124), Portrait de M. Ballot-Beaupré (pintura, cat. 125), Fusain (cat. 2085) i Pastel (cat. 2086).
- 1899. Salon Illustré. Obra: Portrait de M. Ballot-Beaupré (pintura, cat. 219).
- 1900. Saló de París. Obres: Portrait de Mlle A. H. (pintura, cat. 82) i Portrait de l'auteur (carbonet, cat. 1401).
- 1900. Salon Illustré. Obra: Portrait de Mlle A. H. (pintura, cat. 187).
- 1901. Saló de París. Obres: Portrait de Mme G. H. (pintura, cat. 128) i Eve (pintura, cat. 129).
- 1901. Salon Illustré. Obra: Eve (pintura, cat. 195).
- 1902. Saló de París. Obres: Portrait de M. P. H. (pintura, cat. 87) i Hamlet (pintura, cat. 88).
- 1902. Salon Illustré. Obra: Hamlet (pintura, cat. 175).
- 1903. Saló de París. Obres: Portrait de ma mère (dibuix, cat. 1715), Dans l'train (pintura, cat. 111), Portrait de Mlle A. H. (pastel, cat. 1819) i Petite malade (carbonet, 1820).
- 1903. Salon Illustré. Obra: Dans l'train (pintura, cat. 189).
- 1904. Saló de París. Obres: Nos filles (pintura, cat. 105), Portrait de Mme de C. (pintura, cat. 106), Flirt au champagne (carbonet, cat. 1904) i Portrait de Mme Barratin (carbonet, cat. 1905).
- 1905. Saló de París. Obres: Au déclin (pintura, cat. 110), Portrait de la princesse Lucien Murat (pintura, cat. 111) i Portrait de Mlle A. H. (carbonet, cat. 2012).
- 1905. Salon Illustré. Obra: Au déclin (pintura, cat. 86).
- 1906. Saló de París. Obres: Portrait de Mme Henri Rochefort (pintura, cat. 113), Aux varietés (pintura, cat. 114), Portrait de Mme J. D. (pastel, cat. 1803) i L'aveugle (pastel, cat. 1804).
- 1906. Salon Illustré. Obra: Portrait de Mme Henri Rochefort (pintura, cat. 134).
- 1908. Saló de París. Obres: Portrait de Mlle André Corthis (pintura, cat. 106), Sous les poumiers; - octobre (pintura, cat. 107) i Retour des prés; - novembre en Berry (carbonet, 108).
- 1909. Saló de París. Obres: Vingtième siègle (pintura, cat. 118) i Portrait de Mlle J. (dibuix, cat. 1816).
- 1910. 1906. Saló de París. Obres: Portrait de maître P. (pintura, cat. 131), Portrait de M. J. H. (pintura, cat. 132), Portrait de Mme E. H. (carbonet, cat. 2000) i Portrait de M. J. P. (sanguina, cat. 2001).
- 1910. Salon Illustré. Obra: Portrait de maître P. (pintura, cat. 62).
- 1911. Salon de París. Obra: Portrait de M. J. D. (pintura, cat. 110).
- 1911. Salon Illustré. Obra: Portrait de M. J. D. (pintura, cat. 89).
- 1913. Saló de París. Obres: Portrait de Mme G. C. (pintura, cat. 107) i Souvenir d'Espagne (carbonet i sanguina, cat. 1953).
- 1913. Salon Illustré. Obra: Portrait de Mme G. C. (pintura, cat. 191).
- 1914. Saló de París. Obres: Nos éclaireuses. (pintura, cat. 134) i Portrait de Mlle C. H. (dibuix, cat. 2169).
- 1914. Salon Illustré. Obra: Nos éclaireuses (pintura, cat. 191).

### Altres exposicions
- 1883. Exposició de Chicago.
- 1888. Exposició Universal de Barcelona.[7]
- 1891. Exposició General de Belles Arts. Palau de Belles Arts, Barcelona. Obres: un retrat i un dibuix al carbó.[7][15]
- 1894. Exposició General de Belles Arts. Palau de Belles Arts. Barcelona.[7]
- 1899. Exposició Universal de París. Obres: Portrait de Mme. ***  (pintura, cat. 46), Portrait de M. Barthélemy Saint-Hilaire (pintura, cat. 47) i Portrait de Mme Marie Laurent (esbós, 1430).[14]
- 1900. Exposició Universal de París. Obres: Le travail (pintura, cat. 97), La reine Jeanne à Terdesellas (pastel, cat. 98), Portrait de Henri Louquier (pastel, 99) i Aprés de déjeuner (carbonet, cat. 100).[14]
- 1910. Exposición de retratos antiguos y modernos. Barcelona. Obra: Retrat del lluitador Marseille.[14][16]